# 伊利沙伯女皇地

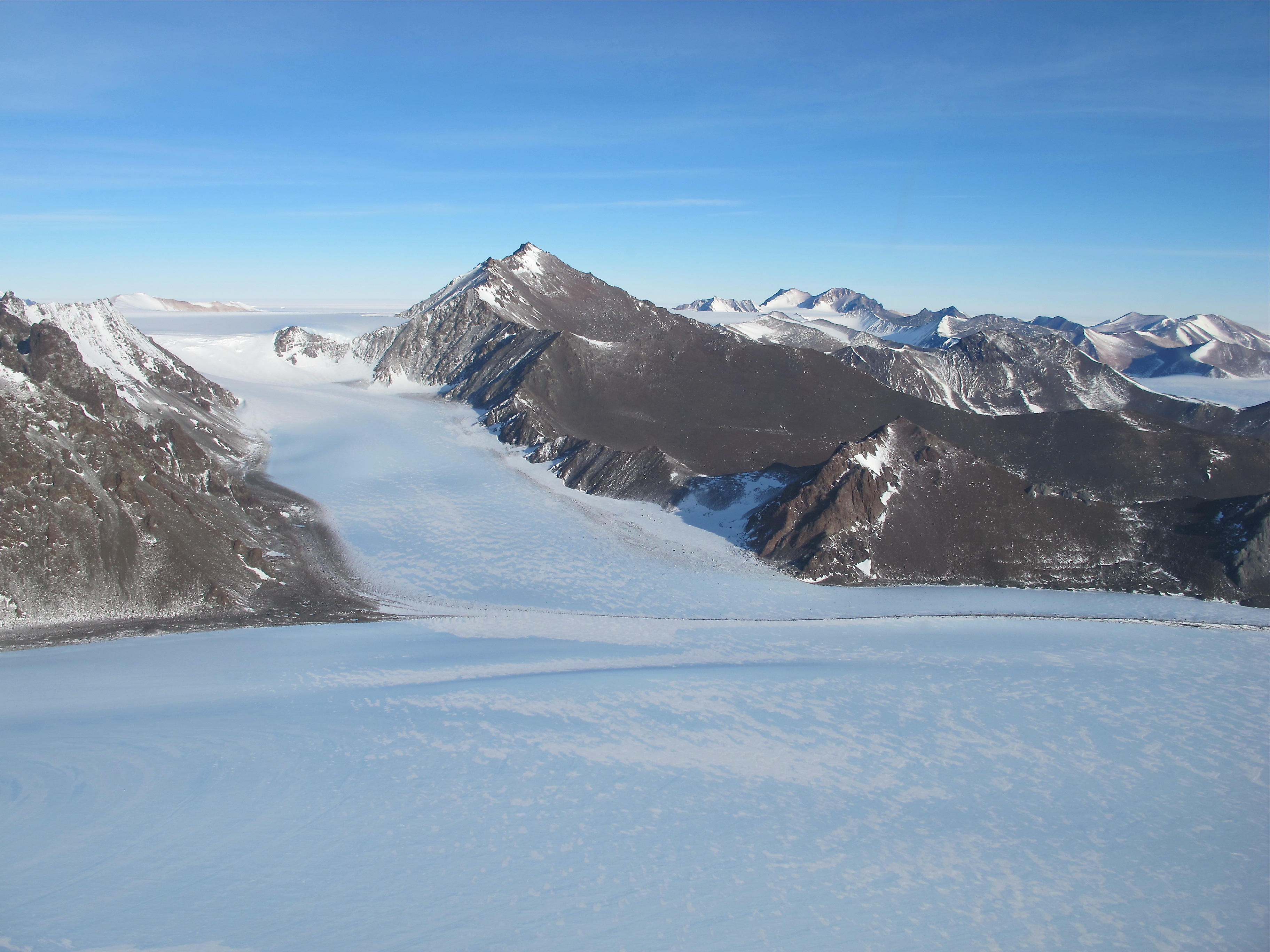
由彭薩科拉山脈流向龍尼-菲爾希納冰架的冰川

伊利沙伯女皇地（英語：Queen Elizabeth Land）是英屬南極領地的一部份，由威德爾海一直深入至南極點，在2012年12月18日命名前，該地無名稱。

## 命名歷史
在2012年12月18日，英女皇伊利沙伯二世先後蒞臨倫敦唐寧街10號首相府和外交部本部參觀，在參觀外交本部期間，外相夏偉林宣佈把英屬南極領地一處佔地169,000平方英里（約437,000平方公里）的國土命名為伊利沙伯女皇地。夏偉林形容命名的決定是對「女皇陛下登基鑽禧一年步入尾聲時表達合適的敬意」。
由於英屬南極洲領地與阿根廷主張擁有的阿根廷屬南極地區存有領土爭端，因此阿根廷當局批評命名行動是「有組織的攻擊」，並指這是英阿兩國不久以前就英國海外領土福克蘭群島糾纏於主權爭議後，英方的再一次「挑釁」。雖然如此，英政府已宣佈所有英國出版的地圖都會標示伊利沙伯二世地的地名。

## 地理環境
伊利沙伯女皇地佔地169,000平方英里，約為英國本土面積的兩倍，該地呈扇形，由南極點擴展，北達龍尼-菲爾希納冰架、東北邊接壤科茨地、東鄰毛德皇后地、西邊則以南極點至星座水灣（Constellation Inlet）以東拉特福德冰流（Rutford Ice Stream）連成的直線作為邊界。在1956年發現的彭薩科拉山脈（Pensacola Mountains）由南極洲東北橫跨至南極洲西南部，相距280英里，山脈中部也正好座落於伊利沙伯女皇地內。

## 外部連結
- 外相夏偉林閣下就伊利沙伯二世女皇陛下到訪外交部本部致辭（页面存档备份，存于），2012年12月18日